# Ronde van Italië voor vrouwen 2013
De Ronde van Italië voor vrouwen 2013 (Italiaans: Giro Rosa 2013) werd verreden van zondag 30 juni tot en met zondag 7 juli in Italië. Het was de 24e editie van de rittenkoers. De ronde telde acht etappes, inclusief een tijdrit op de laatste dag.
De ronde werd gewonnen door de Amerikaanse Mara Abbott. Zij nam in de vijfde etappe de leiding over van wereldkampioene en titelverdedigster Marianne Vos, die de eerste vier etappes de roze trui kreeg van het algemeen klassement. Vos won uiteindelijk drie etappes en droeg de paarse puntentrui tot het eindpodium. De eerste etappe ging naar Kirsten Wild en in de afsluitende tijdrit was Ellen van Dijk de snelste, waarmee vijf van de acht etappes door Nederlandse rensters werden gewonnen.

## Ploegen
| Nrs.  | Code | Ploeg                          |
| ----- | ---- | ------------------------------ |
| 1-8   | BPK  | BePink                         |
| 9-16  | BPD  | Bizkaia-Durango                |
| 14-24 | DLT  | Boels Dolmans Cycling Team     |
| 25-32 | FLF  | Faren-Kuota                    |
| 33-39 | HPU  | Hitec Products UCK             |
| 40-47 | LBL  | Lotto Belisol Ladies           |
| 48-55 | MCG  | MCipollini-Giordana            |
| 56-63 | NED  | Nederland (nationale selectie) |
| 64-71 | GEW  | Orica-AIS                      |
| 72-78 | PZC  | Pasta Zara-Cogeas              |

| Nrs.    | Code | Ploeg                                 |
| ------- | ---- | ------------------------------------- |
| 79-86   | RBW  | Rabobank-Liv Woman                    |
| 87-94   | RVL  | RusVelo                               |
| 95-102  | MIC  | S.C. Michela Fanini Rox               |
| 103-110 | SEF  | Servetto Footon                       |
| 111-118 | SLU  | Specialized-lululemon                 |
| 119-124 | TIB  | Team Tibco - To The Top               |
| 125-132 | TOG  | Top Girls Fassa Bortolo               |
| 133-140 | USA  | Verenigde Staten (nationale selectie) |
| 141-148 | VAI  | Vaiano Fondriest                      |
| 149-156 | WHT  | Wiggle Honda                          |

## Etappe-overzicht
| Etappe | Datum   | Start               | Finish               | Afstand  | Winnaar          | klassementsleider |
| ------ | ------- | ------------------- | -------------------- | -------- | ---------------- | ----------------- |
| 1e     | 30 juni | Giovinazzo          | Margherita di Savoia | 123,8 km | Kirsten Wild     | Marianne Vos      |
| 2e     | 1 juli  | Pontecagnano Faiano | Pontecagnano Faiano  | 99,6 km  | Giorgia Bronzini | Marianne Vos      |
| 3e     | 2 juli  | Cerro al Volturno   | Cerro al Volturno    | 111 km   | Marianne Vos     | Marianne Vos      |
| 4e     | 3 juli  | Monte San Vito      | Castelfidardo        | 137,2 km | Marianne Vos     | Marianne Vos      |
| 5e     | 4 juli  | Varazze             | Monte Beigua         | 73,3 km  | Mara Abbott      | Mara Abbott       |
| 6e     | 5 juli  | Terme Di Premia     | San Domenico         | 121 km   | Mara Abbott      | Mara Abbott       |
| 7e     | 6 juli  | Corbetta            | Corbetta             | 120 km   | Marianne Vos     | Mara Abbott       |
| 8e     | 7 juli  | Cremona             | Cremona              | 16 km    | Ellen van Dijk   | Mara Abbott       |
| Totaal | Totaal  | Totaal              | Totaal               | 801,9    |                  |                   |

## Etappe-uitslagen

### 1e etappe
| Zondag 30 juni: Giovinazzo - Margherita di Savoia (123,8 km) |                   |                     |          |
| Plaats                                                       | Naam              | Ploeg               | Tijd     |
| Winnaar                                                      | Kirsten Wild      | Nederland           | 2u53'55" |
| 2                                                            | Marianne Vos      | Rabobank-Liv Woman  | z.t.     |
| 3                                                            | Marta Tagliaferro | MCipollini-Giordana | z.t.     |

### 2e etappe
| Maandag 1 juli: Pontecagnano Faiano - Pontecagnano Faiano (99,6 km) |                   |                    |          |
| Plaats                                                              | Naam              | Ploeg              | Tijd     |
| Winnaar                                                             | Giorgia Bronzini  | Wiggle Honda       | 2u34'03" |
| 2                                                                   | Marianne Vos      | Rabobank-Liv Woman | z.t.     |
| 3                                                                   | Barbara Guarischi | Vaiano-Fondriest   | z.t.     |

### 3e etappe
| Dinsdag 2 juli: Cerro al Volturno - Cerro al Volturno (111 km) |                     |                         |          |
| Plaats                                                         | Naam                | Ploeg                   | Tijd     |
| Winnaar                                                        | Marianne Vos        | Rabobank-Liv Woman      | 2u49'44" |
| 2                                                              | Claudia Lichtenberg | Team Tibco - To The Top | +00' 45" |
| 3                                                              | Tatiana Guderzo     | MCipollini-Giordana     | z.t.     |

### 4e etappe
| Woensdag 3 juli: Monte San Vito - Castelfidardo (137,2 km) |                  |                       |          |
| Plaats                                                     | Naam             | Ploeg                 | Tijd     |
| Winnaar                                                    | Marianne Vos     | Rabobank-Liv Woman    | 3u14'28" |
| 2                                                          | Evelyn Stevens   | Specialized-lululemon | +00' 03" |
| 3                                                          | Ashleigh Moolman | Lotto Belisol Ladies  | z.t.     |

### 5e etappe
| Donderdag 4 juli: Varazze - Monte Beigua (73,3 km) |                  |                         |          |
| Plaats                                             | Naam             | Ploeg                   | Tijd     |
| Winnaar                                            | Mara Abbott      | Verenigde Staten        | 2u25'25" |
| 2                                                  | Francesca Cauz   | Top Girls Fassa Bortolo | +01' 44" |
| 3                                                  | Fabiana Luperini | Faren-Kuota             | +01' 49" |

### 6e etappe
| Vrijdag 5 juli: Terme Di Premia - San Domenico di Varzo (121 km) |                     |                         |          |
| Plaats                                                           | Naam                | Ploeg                   | Tijd     |
| Winnaar                                                          | Mara Abbott         | Verenigde Staten        | 3u16'01" |
| 2                                                                | Claudia Lichtenberg | Team Tibco - To The Top | +00' 24" |
| 3                                                                | Francesca Cauz      | Faren-Kuota             | +00' 34" |

### 7e etappe
| Zaterdag 6 juli: Corbetta - Corbetta (120 km) |                  |                         |          |
| Plaats                                        | Naam             | Ploeg                   | Tijd     |
| Winnaar                                       | Marianne Vos     | Rabobank-Liv Woman      | 2u52'07" |
| 2                                             | Giorgia Bronzini | Wiggle Honda            | z.t.     |
| 3                                             | Shelley Olds     | Team Tibco - To The Top | +00' 34" |

### 8e etappe (ITT)
| Zondag 7 juli: Cremona - Cremona (16 km) |                |                       |        |
| Plaats                                   | Naam           | Ploeg                 | Tijd   |
| Winnaar                                  | Ellen van Dijk | Specialized-lululemon | 21'12" |
| 2                                        | Evelyn Stevens | Specialized-lululemon | + 35"  |
| 3                                        | Shara Gillow   | Orica-AIS             | + 52"  |

## Eindklassementen
| Plaats    | Naam                | Ploeg                   | Tijd      |
| --------- | ------------------- | ----------------------- | --------- |
| Roze trui | Mara Abbott         | Verenigde Staten        | 20u30'15" |
| 2         | Tatiana Guderzo     | MCipollini-Giordana     | +01' 33"  |
| 3         | Claudia Lichtenberg | Team Tibco - To The Top | +02' 18"  |
| 4         | Shara Gillow        | Orica-AIS               | +03' 29"  |
| 5         | Evelyn Stevens      | Specialized-lululemon   | +03' 39"  |
| 6         | Marianne Vos        | Rabobank-Liv Woman      | +04' 08"  |
| 7         | Francesca Cauz      | Top Girls Fassa Bortolo | +04' 25"  |
| 8         | Ashleigh Moolman    | Lotto Belisol Ladies    | +05' 23"  |
| 9         | Yevheniya Vysotska  | S.C. Michela Fanini Rox | +06' 48"  |
| 10        | Alena Amjaljoesik   | BePink                  | +07' 25"  |

| Plaats      | Naam                | Ploeg                   | Punten |
| ----------- | ------------------- | ----------------------- | ------ |
| Paarse trui | Marianne Vos        | Rabobank-Liv Woman      | 74     |
| 2           | Claudia Lichtenberg | Team Tibco - To The Top | 35     |
| 3           | Evelyn Stevens      | Specialized-lululemon   | 35     |

| Plaats      | Naam                 | Ploeg               | Punten |
| ----------- | -------------------- | ------------------- | ------ |
| Groene trui | Mara Abbott          | Verenigde Staten    | 30     |
| 2           | Tiffany Cromwell     | Orica-AIS           | 23     |
| 3           | Valentina Scandolara | MCipollini-Giordana | 22     |

| Plaats     | Naam             | Ploeg                   | Tijd      |
| ---------- | ---------------- | ----------------------- | --------- |
| Witte trui | Francesca Cauz   | Top Girls Fassa Bortolo | 20u34'40" |
| 2          | Rossella Ratto   | Hitec Products UCK      | +03' 34"  |
| 3          | Georgia Williams | BePink                  | +06' 46"  |

| Plaats      | Naam            | Ploeg                   | Tijd      |
| ----------- | --------------- | ----------------------- | --------- |
| Blauwe trui | Tatiana Guderzo | MCipollini-Giordana     | 20u31'48" |
| 2           | Francesca Cauz  | Top Girls Fassa Bortolo | +02' 52"  |
| 3           | Rossella Ratto  | Hitec Products UCK      | +06' 26"  |